# Pseudopanurgus planatus
Pseudopanurgus planatus är en biart som först beskrevs av Cockerell 1918.  Pseudopanurgus planatus ingår i släktet Pseudopanurgus och familjen grävbin. Inga underarter finns listade i Catalogue of Life.